# The New Tenants
Pour plus de détails, voir Fiche technique et Distribution.
The New Tenants est un court métrage danois réalisé par Joachim Back, et sorti en 2009.
Il a remporté l'Oscar du meilleur court métrage en prises de vues réelles en 2010.

## Fiche technique
- Réalisation : Joachim Back
- Scénario : Anders Thomas Jensen  et David Rakoff
- Adaptation : David Rakoff (en)
- Durée : 21 minutes
- Date de sortie : 6 mars 2010

## Distribution
- Vincent D'Onofrio : Jan
- Kevin Corrigan : Zelko
- Liane Balaban : Irene
- Jamie Harrold : Peter
- David Rakoff (en)

## Récompenses et nominations
- Oscar du meilleur court métrage en prises de vues réelles lors de la 82e cérémonie des Oscars